# Sepp Daxenberger
Depp Daxenberger (Waging am See, 10 de abril de 1962 — Traunstein, 18 de agosto de 2010) foi um político alemão.
Foi deputado do parlamento bávaro de 1990 a 1996, lutando pelos direitos dos jovens e dos camponeses pelo Partido Verde Alemão. Foi o primeiro político deste partido a se tornar prefeito de Waging am See, em 1996. Daxenberger foi também líder do Partido Verde na Baviera entre 2002 e 2008. Nas eleições estaduais da Bavária, em 2008, quando foi indicado como o candidato com maiores intenções de voto, tornou-se líder de seu partido político no Parlamento após as eleições.
Depois de ser diagnosticado com câncer (mieloma múltiplo) em 2003, suas condições pioraram em 2009.